# Коридорас витончений
Коридорас витончений (Corydoras elegans) — вид сомоподібних риб з роду Коридорас підродини Corydoradinae родини Панцирні соми. Інша назва «коридорас рисковий». У природі поширений у річках Південної Америки; утримують також в акваріумах.

## Опис
Завдовжки досягає 5,1 см. Самиця трохи більша за самців. Голова невеличка. Очі маленькі. Є 3 пари коротеньких вусів. Тулуб витягнутий. У самців він більш стрункий. Спинний плавець складається з 7-8 променів. Грудні плавці витягнуті. Жировий плавець маленький. Анальний — дещо більший за жировий. Хвостовий плавець не сильно розділено.
Забарвлення жовте, наближається до блідої вохри, з мармуровим малюнком. Голова сіро-коричневого кольору, прикрашена візерунком з жовтуватих та коричневих крапочок й хвилястих смуг. Зяброві кришки з зелено-блакитним блиском. Під очима є риски зелено-блакитного кольору. Від голови до хвостового стебла простягається клиноподібна смуга темного забарвлення з розмитими краями. Нижче цієї смуги проходить друга — бліда смуга, на якій є рядок темних плям уздовж нижнього краю. Спина жовтувато-оливкового кольору. Нижче простягається широка темна смуга, під якою є друга — вузька жовтувато-золотавого кольору. Нижня частина цього коридораса є жовтуватою. Усі плавці, окрім спинного, майже безколірні або сіренькі. Спинний плавець прозорий з 3 нерівними темними смужками, які відсутні у самиць. У самців плями більш витягнуті та витончені. Молодь має сіре забарвлення з 3 рівними темними смугами.

## Спосіб життя
Є демерсальною рибою. Воліє до прісної та чистої води. Утворює великі косяки. Вдень ховається біля дна, серед рясної рослинності. Живиться дрібними рештками рослин, ракоподібними, хробаками.
Статева зрілість настає у віці 1-1,5 роки. Під час розмноження стають територіальними. Самиця відкладає ікру, яку потім прикріплює до нижньої частини листя рослин або під корінням.

## Розповсюдження
Поширено у верхів'ях Амазонки (в межах Бразилії, Колумбії та Перу).

## Утримання в акваріумі
Завдовжки акваріум має бути від 50 см, в оздобленні повинні бути різноманітні укриття (корчі, рослини тощо). Рекомендують тримати зграйкою по 4-5 особин. Невибагливі в утриманні. Оптимальними параметрами води є: 21–28 °C, dGH 2-18°, pH 6,0–7,8. Потрібна фільтрація води та її підміна.